# Ode per il compleanno della regina Anna
Ode per il compleanno della regina Anna (HWV 74) è una cantata profana composta da Georg Friedrich Händel su un libretto di Ambrose Philips, la cui prima linea melodica, "Sorgente eterna di luce divina", fornisce un titolo alternativo per il lavoro. Fu probabilmente composta nel gennaio 1713 per uno spettacolo eseguito il 6 febbraio 1713, anche se non vi è alcuna prova che l'esecuzione abbia effettivamente avuto luogo. Altri cataloghi di musica di Händel hanno fatto riferimento al lavoro come HG xlviA; and HHA i/6.

## Storia
La cantata celebra il compleanno della regina Anna, e la realizzazione del trattato di Utrecht (negoziata dal ministero Tory di Anna nel 1712) per porre fine alla guerra di successione spagnola. Il duca di Manchester aveva detto della regina Anna che era "troppo distratta o troppo occupata per ascoltare la sua band e che non aveva pensato di sentire e pagare nuovi suonatori, per quanto grande fosse il loro genio o la loro abilità." Tuttavia, anche se Anna non ha mai sentito questa ode per il suo compleanno, concesse ad Händel una "pensione" (sussidio per le spese di soggiorno) di duecento sterline l'anno, per tutta la vita.

## Struttura

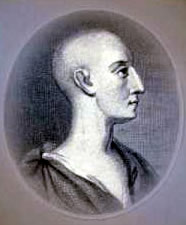
Ambrose Philips, autore del testo di "Eterna fonte di luce divina"

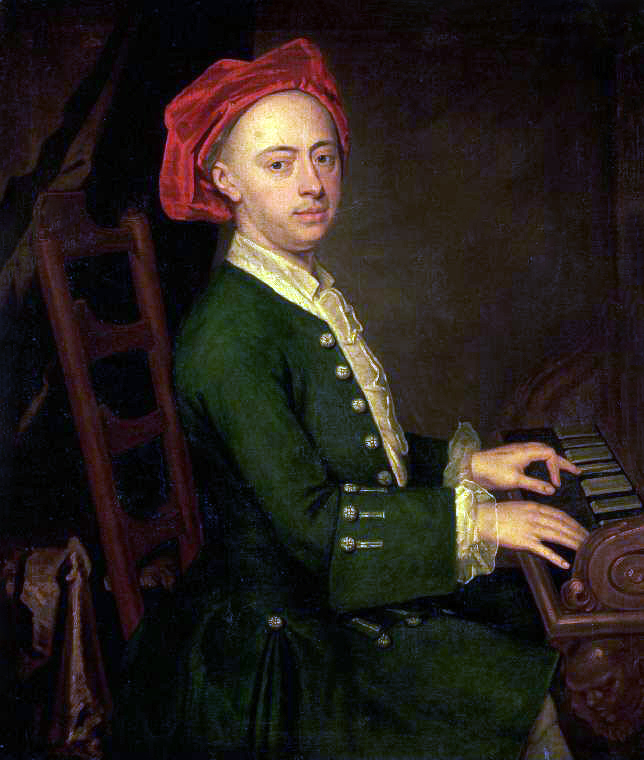
Händel, circa nel 1720

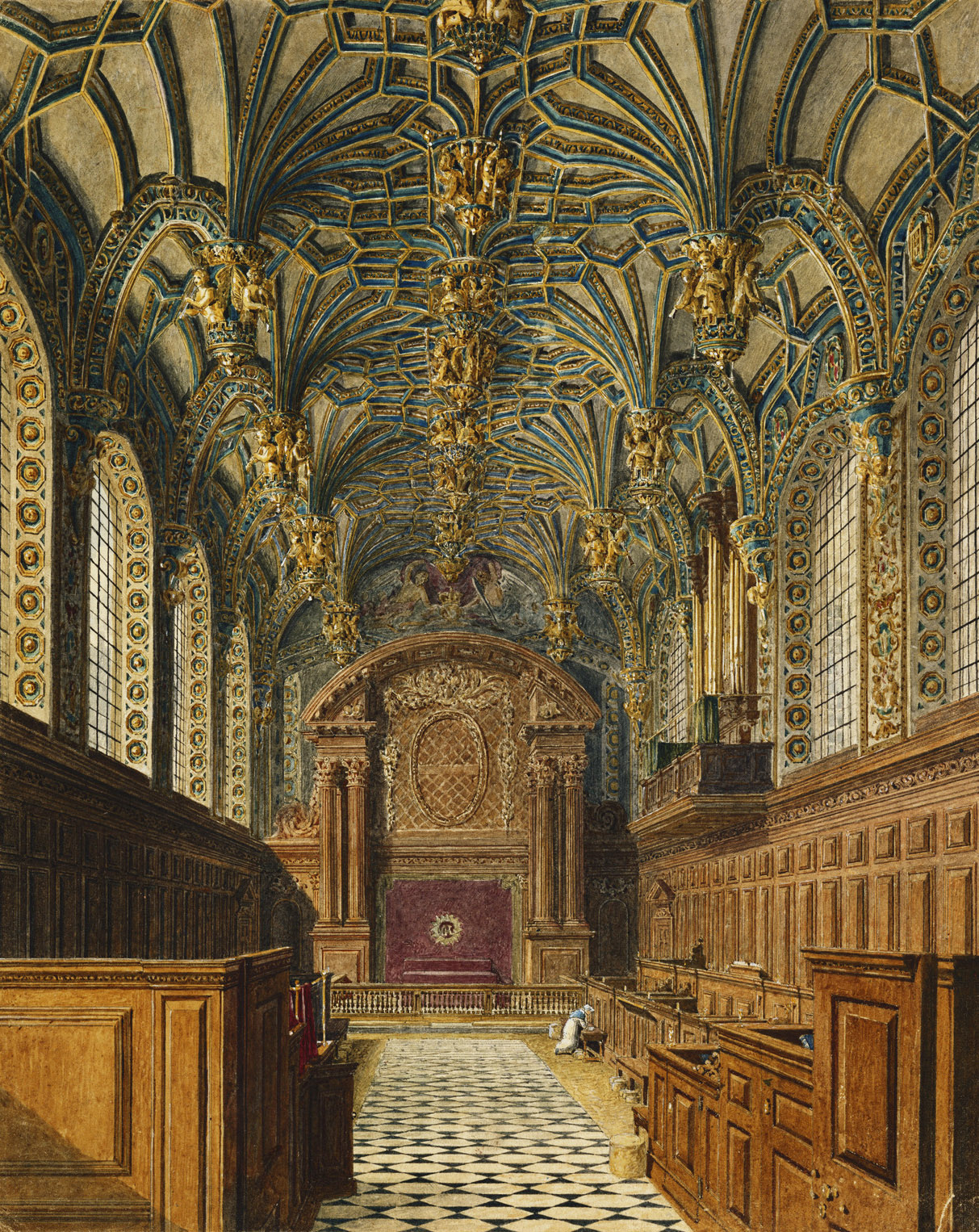
Hampton Court Palace, Cappella, di Charles Wild, 1819

Ognuna delle sette strofe dell'ode conclude con le seguenti parole cantate dal coro:
| In inglese | Traduzione in italiano |
| --- | --- |
| (Alto solo with solo trumpet over sustained strings) Eternal source of light divine With double warmth thy beams display And with distinguish'd glory shine To add a lustre to this day. (Alto solo, then chorus with orchestra) The day that gave great Anna birth Who fix'd a lasting peace on earth. (Soprano solo, then chorus with orchestra) Let all the winged race with joy Their wonted homage sweetly pay Whilst towr'ing in the azure sky They celebrate this happy day. The day that gave great Anna birth Who fix'd a lasting peace on earth. (Alto solo, then alto and soprano solo with chorus and orchestra) Let flocks and herds their fear forget Lions and wolves refuse their prey And all in friendly consort meet Made glad by this propitious day. The day that gave great Anna birth Who fix'd a lasting peace on earth. (Bass and alto duet, then chorus with orchestra. The ground bass of this movement with octave leaps was reused by Handel in his "Concerto a due cori".) Let rolling streams their gladness show With gentle murmurs whilst they play And in their wild meanders flow Rejoicing in this blessed day. The day that gave great Anna birth Who fix'd a lasting peace on earth. (Soprano and alto duet with solo oboe and orchestra) Kind Health descends on downy wings Angels conduct her on the way. T'our glorious Queen new life she brings And swells our joys upon this day. (Alto and soprano, then chorus with orchestra) The day that gave great Anna birth Who fix'd a lasting peace on earth. (Bass solo, then chorus with orchestra) Let envy then conceal her head And blasted faction glide away. No more her hissing tongues we'll dread Secure in this auspicious day. The day that gave great Anna birth Who fix'd a lasting peace on earth. (Alto solo then chorus with echo effects, solo trumpet and orchestra) United nations shall combine To distant climes their sound convey That Anna's actions are divine And this the most important day! The day that gave great Anna birth Who fix'd a lasting peace on earth. | (Alto solista con tromba solista su corde sostenute) Fonte eterna di luce divina Con il doppio calore, i tuoi raggi vengono visualizzati E con la gloria distinta brillare Per aggiungere una lucentezza a questo giorno. (Alto solo, poi coro con orchestra) Il giorno che ha dato alla grande Anna nascita Chi ha fissato una pace duratura sulla terra. (Soprano solista, poi coro con orchestra) Lascia tutta la corsa alata con gioia Il loro solito omaggio paga dolcemente Mentre torreggia nel cielo azzurro Celebrano questo felice giorno. Il giorno che ha dato alla grande Anna nascita Chi ha fissato una pace duratura sulla terra. (Alto solo, poi alto e soprano solo con coro e orchestra) Lascia che le greggi e le mandrie dimentichino la loro paura Leoni e lupi rifiutano la loro preda E tutti in amichevole si incontrano Rallegrato da questa giornata propizia. Il giorno che ha dato alla grande Anna nascita Chi ha fissato una pace duratura sulla terra. (Basso e alto duo, quindi coro con orchestra. Il basso motivo di questo movimento con salti di ottava è stato riutilizzato da Handel nel suo "concerto a due cori".) Lascia che i ruscelli rotolanti mostrino la loro gioia Con lievi mormorii mentre giocano E nei loro selvaggi meandri scorre Gioire in questo giorno benedetto. Il giorno che ha dato alla grande Anna nascita Chi ha fissato una pace duratura sulla terra. (Duetto soprano e alto con oboe solista e orchestra) La salute gentile scende sulle ali lanuginose Gli angeli la conducono sulla strada. Alla nostra gloriosa Regina nuova vita porta lei E gonfia le nostre gioie in questo giorno. (Alto e soprano, poi coro con orchestra) Il giorno che ha dato alla grande Anna nascita Chi ha fissato una pace duratura sulla terra. (Bass solo, quindi coro con orchestra) Lascia che l'invidia ti nasconda la testa E la fazione distrutta scivola via. Non più le sue lingue sibilanti che temeremo Sicuro in questo giorno di buon auspicio. Il giorno che ha dato alla grande Anna nascita Chi ha fissato una pace duratura sulla terra. (Alto solo poi coro con effetti eco, tromba solista e orchestra) Le nazioni unite devono combinare A climi lontani il loro suono trasmette Le azioni di Anna sono divine E questo il giorno più importante! Il giorno che ha dato alla grande Anna nascita Chi ha fissato una pace duratura sulla terra. |

## Registrazioni scelte
- Alfred Deller (controtenore), Mary Thomas (soprano), Maurice Bevan (basso), Deller Consort, Oriana Concert Choir,  Vienna Symphony Chamber Orchestra, Alfred Deller (direttore). Vanguard Records 8113. Realizzazione del 1963.
- James Bowman (controtenore), Emma Kirkby, (soprano), David Thomas, (basso), English Chamber Orchestra, Oxford Choir of Christ Church Cathedral, Simon Preston (direttore). Decca 4666762. Realizzazione del 1978.
- James Bowman (controtenore), Gillian Fisher (soprano), Michael George (basso), New College Choir Oxford, The King's Consort, Robert King (direttore). Hyperion Records CDA66315. Realizzazione del 1989.
- Robin Blaze (controtenore), Susan Gritton (soprano), Michael George (basso), King's College Choir, Cambridge, The Academy of Ancient Music, Stephen Cleobury (direttore). EMI Classics CDC 5571402. Realizzazione del 2001.
- Andreas Scholl (controtenore),Helene Guilmette (soprano), Andreas Wolf (basso), Vocalconsort Berlin, Akademie fur Alte Musik Berlin, Marcus Creed (direttore) Harmonia Mundi 0794881924325. Realizzazione del 2005.

Sebbene composta per un controtenore, spesso viene cantata da soprano. Ad esempio:
- Elin Manahan Thomas (soprano), Album: Eternal Light, Armonico Consort, Heliodor (Universal Music Decca) CD 4765970. Realizzazione del luglio 2007